# Назархан, Севара Анваржоновна
Севара Анваржоновна Назархан (Назарханова) (узб. Sevara Nazarxon; 23 декабря 1976 года, Ленинск, Андижанская область, Узбекская ССР, СССР) — узбекская поп- и фолк-рок-певица, а также исполнительница традиционной узбекской музыки, композитор. Народная артистка Республики Узбекистан (2024).

## Биография
Родилась 23 декабря 1976 года в городе Ленинске (ныне Асака) (Андижанская область, Узбекская ССР, СССР) в семье исполнителей узбекской народной музыки. Училась в Государственной консерватории Узбекистана в 1998—2003 гг.
Севара Назархан начинала петь в составе группы «T-solo», в которую также входили Карен Гафурджанов, Алишер Мадумаров и Зарина Т. — пели они только а капелла. Позже Севара пела в группе Sideris, созданной Мансуром Ташматовым и состоявшей из четырёх девушек, но популярной стала лишь начав сольную карьеру, играя на дутаре фолк-музыку с современными мотивами.
Будучи успешной поп-певицей в Узбекистане, в 2000-м году Севара познакомилась (в Лондоне) с Питером Гэбриэлом и получила приглашение на запись сольного альбома на его лейбле Realworld Records.
В разные годы становилась лучшей певицей по версии «Тарона».
Альбом Yo’l Bo’lsin был выпущен в 2003 году. Музыкальным продюсером альбома стал знаменитый французский музыкант и продюсер Эктор Зазу. Альбом был тепло встречен европейскими музыкальными критиками, назвавшими его одним из самых артистичных релизов года.
Вслед за этим последовало участие Севары в мировом турне Питера Гэбриэла Growing Up, в ходе которого было сыграно более 50-ти концертов на всех крупнейших площадках Европы, США и Канады.
В 2004 году Севаре была присуждена победа в категории «Best Asian Artist» («Лучший артист Азии») в рамках вручения престижной премии BBC World Music Award. Последующие два года Севара и её группа провели в непрерывных гастролях, география которых охватила всю центральную Европу и Азию. Тогда же Севара с большим успехом выступила в Москве.
В 2007 году Realworld Records выпустила второй альбом «Sen». В этот раз продюсерами альбома стали Бруно Эллингэм (Bruno Ellingham), работавший с такими группами как Goldfrapp, Nine Inch Nails, Doves, и  петербургский музыкант Виктор Сологуб («Странные игры», «Deadушки»).
В 2010 году под псевдонимом «Севара & Эльф» выпустила альбом «Так легко», включающий в себя в основном песни Севары на стихи разных авторов. Одним из авторов выступил Борис Гребенщиков («Новый шёлковый путь»). В 2013 году альбом был переиздан рекорд-компанией «Мистерия» с бонус-треком «Там нет меня».
В 2012 году Севара приняла участие в проекте «Голос» на Первом канале. Выбрала команду Леонида Агутина и успешно прошла два этапа шоу, но в третьем выбыла.
В 2013 году приняла участие в проекте «Вышка» на Первом канале. По причине религиозных воззрений выступала в специальном купальнике. Получила травму. В одной из передач был удалён певец Данко; из-за травмы Севара уступила своё место ему и ушла из программы. В ноябре 2013 года приняла участие  в кулинарном шоу «Время Обедать!» на Первом канале. 30 ноября в Доме Музыки был представлен русскоязычный альбом певицы — «Письма».
В 2014 году приняла участие в проекте «Точь-в-точь» на Первом канале. Её первое перевоплощение — британская певица Sade, за него она получила 19 баллов из 20 возможных. Второе перевоплощение — Наташа Королёва — оказалось менее удачным. Третье перевоплощение — Фаррух Закиров из группы «Ялла». Участница сезона 2015 года Танцы со звёздами на канале Россия в паре с Александром Набиуллиным из города Бердска Новосибирской области.
12 июня 2014 года — выступила на празднике в честь "Дня России" в Ялте (Крым)[значимость факта?].
14 февраля 2014 года, в день рождения Великого Бабура (1483—1530), основателя Великой империи Бабуридов в Индии, Севара выступила с программой, посвящённой его творчеству, в концертном зале отеля «Узбекистан» в Ташкенте. В ходе концерта она исполнила песни на его газели и стихи. Ровно через год, 14 февраля 2015 года, она выступила с тем же репертуаром.

### Песня «Там нет меня»
В 2014 году издан официальный клип на одну из самых известных песен Севары «Там нет меня» на музыку композитора Игоря Николаева и стихи поэта Павла Жагуна, написанные в конце 1980-х годов. Первыми исполнителями романса были сам автор Николаев и певец Владимир Пресняков. Однако, по мнению комментаторов, именно Севаре удалось вдохнуть в песню глубоко личное чувство, а её «пронзительное исполнение» стало одним из лучших и самым популярным у слушателей: «Севара пропустила через себя всю боль и опустошенность героя, который потерял любимого человека, и смогла донести эти чувства до зрителя, тронув до глубины души». В 2022 году под песню Севары «Там нет меня» на Олимпиаде в Пекине исполнили показательный танец олимпийские чемпионы Никита Кацалапов и Виктория Синицина. Песня также звучит в фильме "Чебурашка".

## Фильмография
«Новый Тахир и Зухра», играла себя, спев в дуэте с Абдулазизом Каримом песню «Yagonam o’zing» (Tohir va Zuhra yangi talqinda, Zuhra) (2000) (режиссёр Мадина Муминова).

## Дискография
- 2000 — Bahtimdan
- 2000 — Gul Ochilsa
- 2002 — Ne Kechar
- 2003 — Yo‘l Bo‘lsin
- 2006 — Bu Sevgi
- 2007 — Sen
- 2010 — Так легко
- 2011 — Tortadur

- 2012 — Maria Magdalena

- 2013 — Письма
- 2015 — Странница любовь
- 2019 — 2019!
- 2021 —  Humo Arena Live

## Награды
- Орден «Мехнат шухрати» (29 августа 2019 года) — за заслуги в повышении научного, интеллектуального и духовного потенциала нашего народа, развитии сфер образования, культуры, литературы, искусства, здравоохранения, физической культуры и спорта, достойный вклад в укрепление независимости Родины, обеспечение прогресса, мира и стабильности в стране и многолетнюю плодотворную общественную деятельность[10]
- Орден Дружбы (18 ноября 2024 года, Россия) — за плодотворную деятельность по сближению и взаимообогащению культур России и Узбекистана[11]
- Народная артистка Республики Узбекистан (24 августа 2024 года) — за выдающиеся заслуги в укреплении независимости Родины, эффективной реализации широкомасштабных реформ на пути строительства Нового Узбекистана, яркий талант, многогранную творческую и научно-практическую деятельность, направленные на повышение духовности нашего народа, развитие сфер науки, образования, литературы, культуры и искусства, воспитание молодёжи в духе любви и преданности своей стране, уважения общечеловеческих ценностей, а также за активное участие в общественной жизни[12].
- Заслуженная артистка Республики Узбекистан (26 августа 2002 года) — за весомый вклад в укрепление независимости нашей Родины, повышение международного престижа страны, рост духовности и культуры нашего народа, учитывая их всенародное признание и уважение, завоеванные своим творчеством, научной деятельностью, многолетним плодотворным трудом в области науки, образования, литературы, искусства, культуры, здравоохранения, спорта и других социальных сфер, а также за активное участие в общественной жизни[13].
- государственная премия «Нихол» (сентябрь 2000 года).